# Моншизаде, Давуд
Давуд Моншизаде (перс. داوود منشی‌زاده‎ — Davood Monshizaadeh; 29 августа 1914, Тегеран, Персия — 1989, Швеция) — иранский политик, создатель и руководитель партии СОМКА, защитник и пропагандист нацистской идеологии.

## Биография
Давуд Моншизаде родился в 1914 году в Тегеране. Его семья происходила из Шираза. В 1931 году выехал во Францию для учёбы. В 1937 году получил учёную степень в области литературы и переехал в Германию, где продолжил учёбу. С 1939 года вёл программу на фарси на германском радио, а с 1940 — писал статьи для газеты Das Reich. В 1943 году получил степень доктора философии и литературы. В 1945 году, будучи членом СС, Моншизаде участвовал в обороне Берлина, был тяжело ранен. В 1947 году он преподавал фарси и историю Ирана в Мюнхенском университете, а в 1950 стал профессором Александрийского университета в Египте.
В 1952 году Моншизаде вернулся в Иран и сразу же приступил к созданию национал-социалистической партии (СОМКА) по образцу германской НСДАП. Партия пользовалась довольно значительной поддержкой. На пике популярности в период кризиса, связанного с национализацией иранской нефти, в СОМКЕ состояли до 30 тысяч иранцев. Моншизаде активно внедрял в партии нацистскую символику (нацистское приветствие, свастику) и пытался придать себе даже черты внешнего сходства с Гитлером.
Члены партии активно принимали участие в уличных столкновениях с членами партии ТУДЕ, а также с левыми националистами — сторонниками премьера Мосаддыка. Однако после победы консерваторов и удаления Мосаддыка с политической сцены Моншизаде и его СОМКА стали тяготить шаха и его окружение из-за своей прогитлеровской ориентации. В конце 1953 года Моншизаде по указанию шаха был вынужден отправиться в «неофициальное изгнание» и до конца жизни в Иран больше не вернулся.
Он обосновался в Швеции, преподавал фарси и иранскую литературу в университете Уппсалы и умер в этой стране в 1989 году.